# Distretto di Khao Chamao
Il distretto di Khao Chamao (in thailandese: เขาชะเมา) è un distretto (amphoe) della Thailandia, situato nella provincia di Rayong.